# Láribo
Láribo (também: Alorbo, Lorbeu, Alarbus ou Alurbus) foi a antiga Colônia Élia Augusta Lares situada na província de Kef, na atual Tunísia. Inicialmente, esteve localizada na estrada romana que ligava as cidades de Cartago e Teveste (atual Tébessa, Argélia), entre Sica Venéria (Le Kef) e Zama. Nesta estrada, os romanos instalaram 20 estações, com Láribo localizada na milha romana 117. Na Idade Média, foi uma cidade produtora de trigo e cevada. Estava a 20 km de outra cidade antiga, Oba, um centro de cultura do açafrão comparável ao da Espanha. Era uma cidadela de 250 metros de comprimento por 200 metros de largura e contém vários edifícios, paredes grossas de 2,5 metros subindo a uma altura de 8 metros.
Foi nesta cidade que o patrício bizantino João Troglita refugiou-se em 544 para reconstruir o exército bizantino destruído na batalha de Cílio (atual Kasserine), na qual o general Salomão pereceu. No mesmo ano a cidade foi sitiada por mouros revoltosos, e o cerco só foi levantado quando foi-lhes paga a soma de 3 000 soldos. Láribo caiu para o exército xiita de Abedalá Almadi Bilá, por ocasião da derrota do exército aglábida durante a batalha história de 18 de março de 909.